# Вільгельм-Герман-Карл цу Від
Герман цу Від (повне ім'я — Вільгельм-Герман-Карл Фюрст фон Від; 22 травня 1814, Нойвід — 5 березня 1864, Нойвід) — німецький дворянин, 4-й князь Від (1836—1864); батько першої королеви Румунії Єлизавети та дід Вільгельма Віда, князя Албанії.

## Біографія
Народився у місті Нойвід (герцогство Нассау). Друга дитина і старший син Йоганна Карла Августа цу Віда (1779—1836), 3-го князя Віда (1809—1836), і його дружини, принцеси Софії Августи Сольмс-Браунфельської (1796—1855), дочки Вільгельма, принца Сольмс-Браунфельського (1759—1837) та графині Августи Франциски Зальм-Грумбах (1771—1810).
У квітні 1836 року після смерті батька Герман успадкував титул принца Віда і став главою дому Від. У 1842 році князь Герман цу Від разом з 20 іншими представниками німецького дворянства заснував товариство із захисту німецьких іммігрантів у Техасі (Adelsverein, Society for the Protection of German Immigrants in Texas).
Поселення Новий Від у Техасі, за кілька миль на північ від Нью Браунфелса на річці Гуадалупі в окрузі Комаль, було створено після епідемії 1846 року, але понад 300 німецьких поселенців померли. Також у Техасі було створено село Від в окрузі Лавака.
Герман Від отримав значущість у суспільстві після заручення із сестрою Вільгельма, герцога Нассауського. Князь брав активну участь у громадських заходах доти, поки в 1847 році стало відомо, що через борги та розбіжності він повинен взяти більш діловий підхід з метою збереження репутації та підтримки місцевого дворянства.
З 1847 року Август фон Бібра, директор бізнесу князя Віда, почав брати активну участь у справах суспільства на захисті німецьких іммігрантів. Коли 1851 року після принца Карла Лейнінгенського Йоганн Від був обраний президентом, Август фон Бібра взяв він повне управління підприємством. Бібра виступав за те, щоб погасити борги корпорації та відродити програму еміграції на понад десять років.

## Шлюб та діти
20 червня 1842 року в Бібріхі одружився з принцесою Марією Нассауською, дочкою Вільгельма, герцога Нассау (1792—1839) і його першої дружини, принцеси Луїзи Саксен-Гільдбурггаузенською.
У них народилося троє дітей:
- Принцеса Єлизавета Від (29 грудня 1843 — 3 березня 1916), дружина  Кароля Гогенцоллерна-Зігмарінгена (1839—1914), першого короля Румунії (1881—1914)
- Вільгельм цу Від (22 серпня 1845 — 22 жовтня 1907), 5-й князь Від, одружений з 1871 року з принцесою Марією Нідерландською
- Принц Отто Від (22 листопада 1850 — 18 лютого 1862)